# 利奥波德 (巴登王子)
利奥波德·博恩哈德·马克斯·米夏埃尔·恩斯特-奥古斯特·弗里德里希·纪尧姆（Leopold Bernhard Max Michael Ernst-August Friedrich Guillaume，2002年5月18日—），出生于拉文斯堡。已废黜的巴登大公国的后裔，巴登王子。巴登王室首领博恩哈德的长子和继承人。